# Cây Centurion

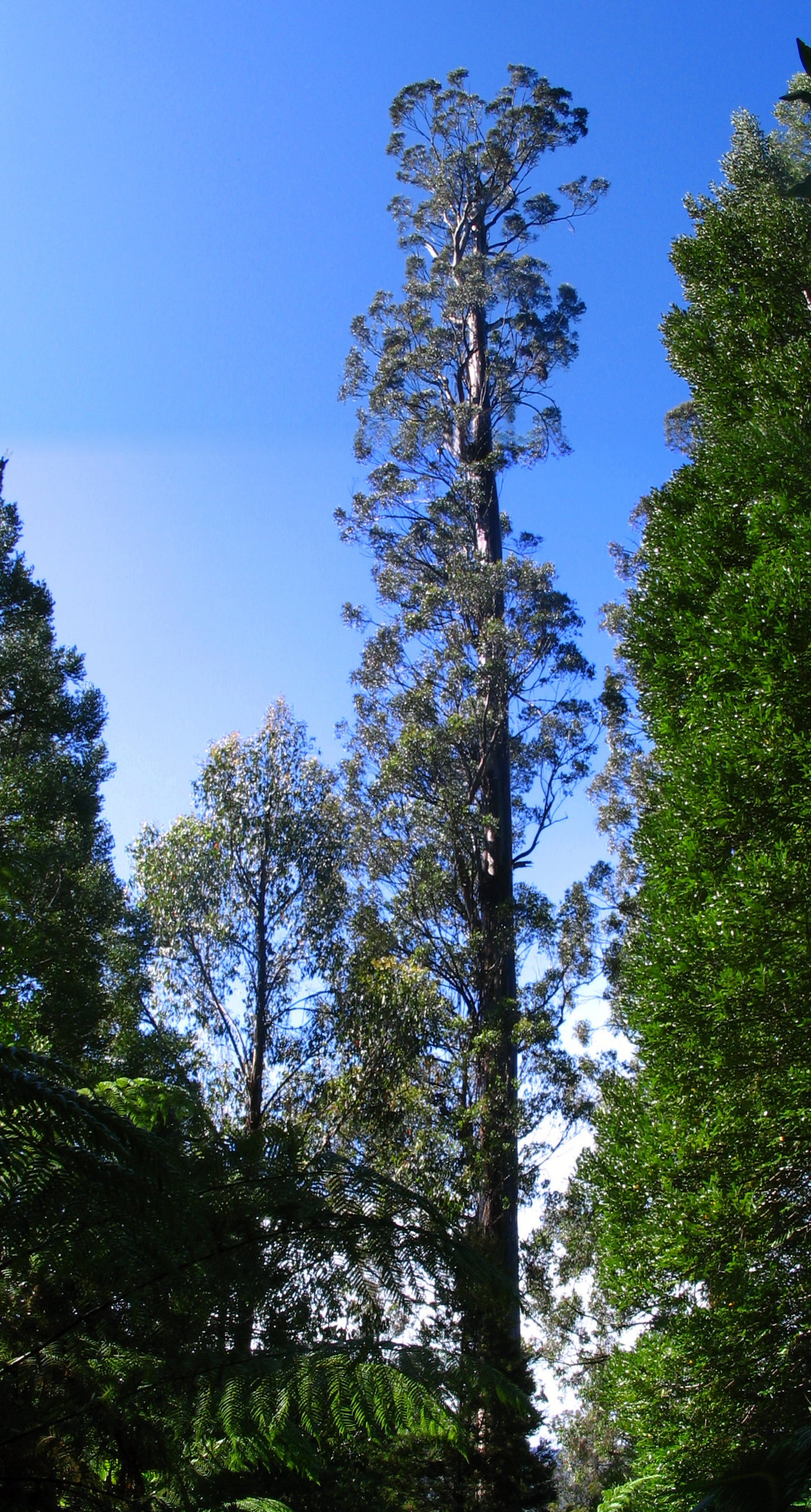
Cây Centurion - ảnh chụp trên sườn dốc từ một khoảng trống trong rừng được tạo ra bởi một loài bạch đàn già bị đổ khác

Cây Centurion là cây eucalyptus regnans cao nhất (Eucalyptus regnans F.Muell.) trên thế giới, vì vậy loài cậy eucalyptus regnans có chiều cao thứ 3 trên thế giới sau sequoia sempervirens và linh sam Douglas duyên hải và loài thực vật có hoa cao nhất trên thế giới. Cây nằm ở nam Tasmania, Úc cao 99.6 mét.
 Các thông báo ban đầu rằng cao đạt chiều cao 100 mét sau đó được chứng minh không đúng qua phương pháp trèo lên để đo chiều cao của cây.